# Protwino

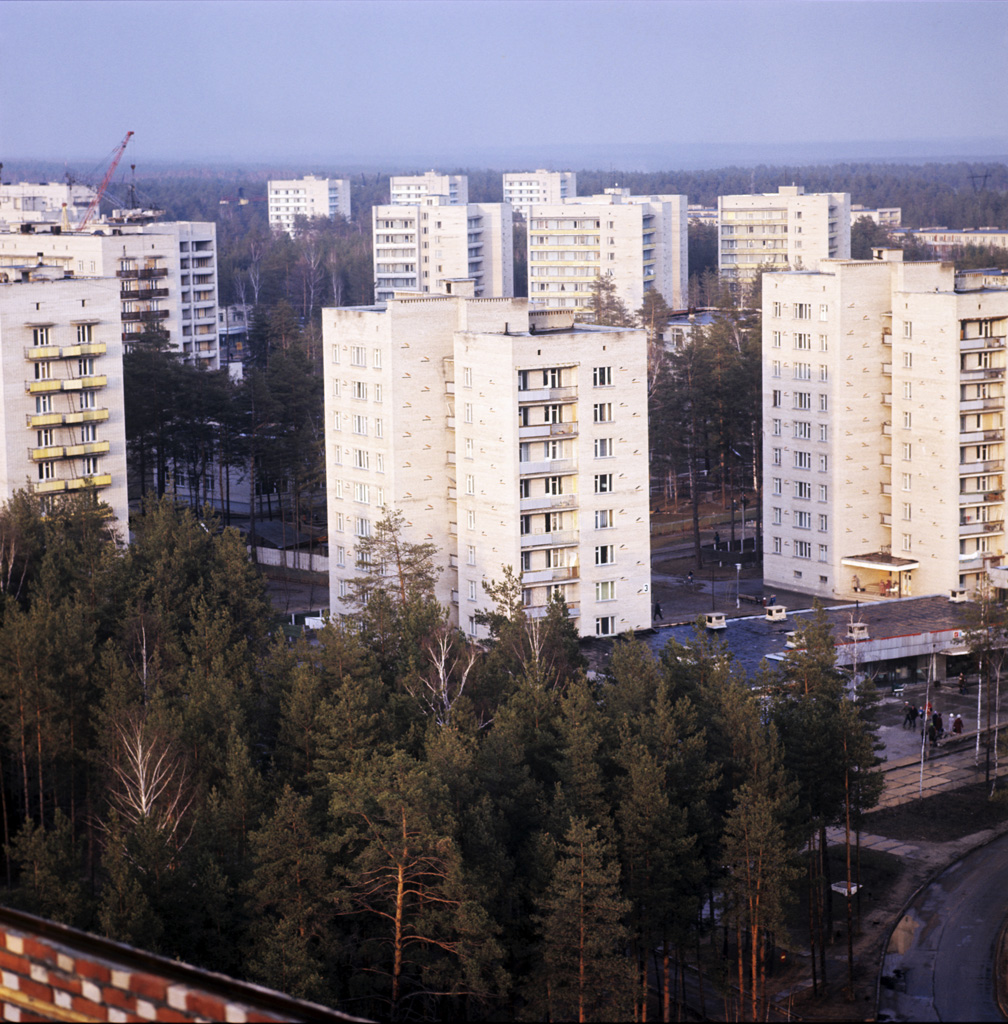
Wieżowce w Protwinie

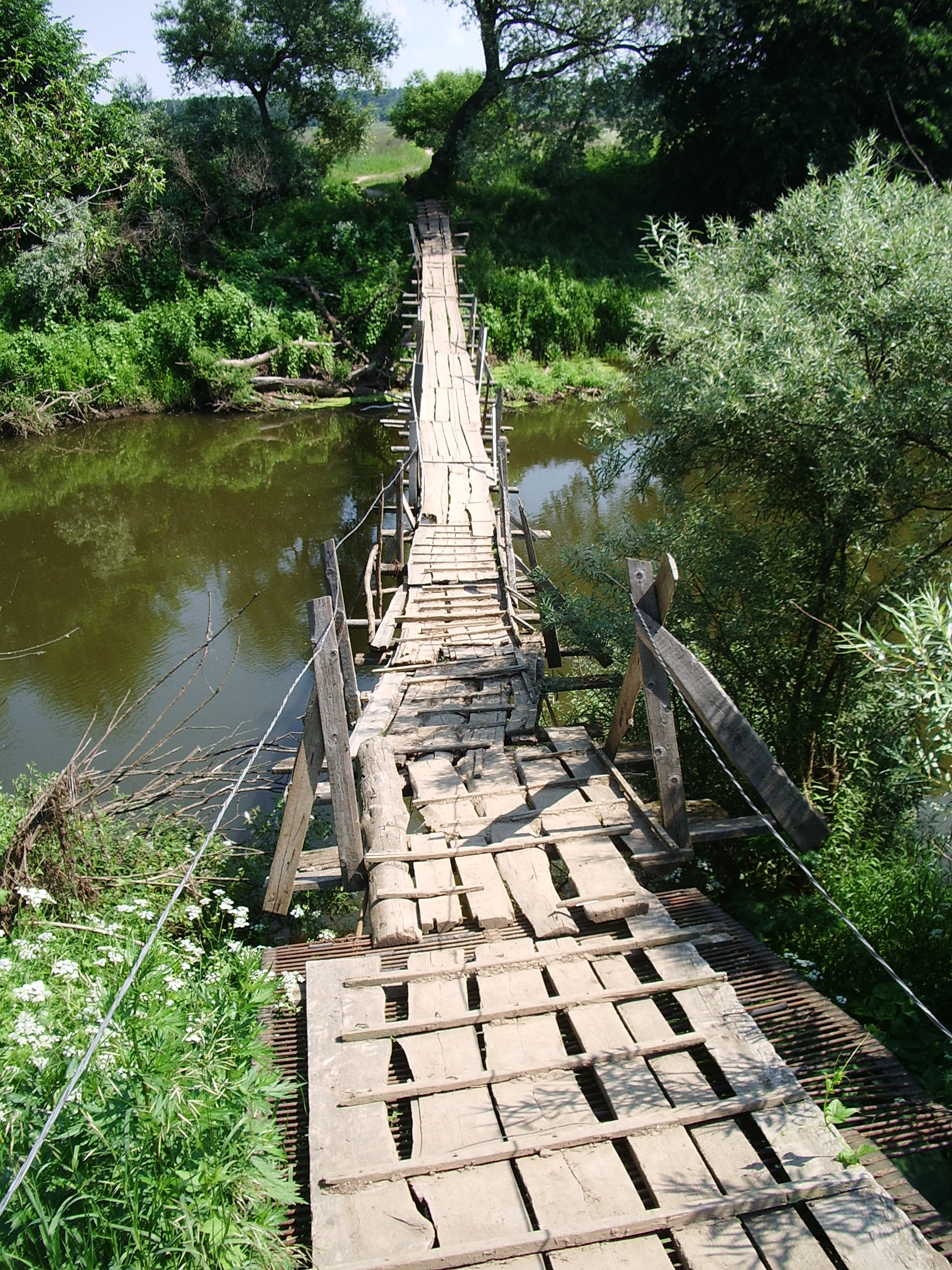
Mostek nad Protwą

Protwino (ros. Протвино) – miasto w Rosji, w obwodzie moskiewskim. W 2020 liczyło 35 367 mieszkańców.
Miasto leży w południowej części obwodu moskiewskiego, 15 km na zachód od Sierpuchowa i 115 km na południe od Moskwy, na lewym brzegu Protwy, ok. 4 km od jej ujścia do Oki.

## Historia
Protwino założono w roku 1960 jako osiedle pracownicze wraz z rozpoczęciem budowy akceleratora protonów. Było to miejsce tajne, nieoznaczone na mapach i dostępne tylko ze specjalną przepustką. Miało kryptonim Sierpuchow–7.
W 1963 Państwowy Komitet ZSRR do Spraw Wykorzystania Energii Atomowej (Goskomatom, obecnie Rosatom) uruchomił Instytut Fizyki Wysokich Energii, będący dziś jednym z największych centrów naukowych w Rosji. Ze względu na utajnienie oficjalne publikacje dotyczące działalności instytutu podawały jako lokalizację Sierpuchow, stąd takie określenia jak efekt sierpuchowski czy spotykane do tej pory wzmianki o akceleratorach w Sierpuchowie.
22 stycznia 1965 osada otrzymała status osiedla miejskiego i nazwę Protwino (od pobliskiej rzeki Protwy), w 1989 osiedle zostało miastem.

## Miasta partnerskie
- Antony, Francja
- Łohojsk, Białoruś
- Saki, Ukraina